# Michelle Pfeiffer
Michelle Marie Pfeiffer (født 29. april 1958) er en amerikansk skuespiller, der er kendt fra film som De fabelagtige Baker Boys, Scarface, A Thousand Acres og Batman vender tilbage. Hun har været nomineret til Oscar og Golden Globe-priserne flere gange og vundet Golden Globe for bedste skuespillerinde - drama for sin rolle i De fabelagtige Baker Boys.

## Biografi

### Opvækst
Michelle Pfeiffer voksede op i Californien lidt uden for Los Angeles. Hun er næstældst af fire søskende, hvoraf også lillesøsteren Dedee Pfeiffer er skuespiller. Efter sin studentereksamen tog hun hurtigt fat på at blive skuespiller. Hun vandt en lokal skønhedskonkurrence i 1978, og det gav hende adgang til en tilsvarende konkurrence for hele Californien, hvor hun dog ikke vandt. Hun fik imidlertid kontakt med en agent, der skaffede hende med i optagelser af tv-reklamer og snart efter i mindre film og tv-produktioner.

### Tidlig karriere
Pfeiffer fik i 1980 større roller i et par film, der dog ikke tiltrak videre opmærksomhed. Derpå tog hun igen fat i tv-rollerne, men i 1982 fik hun igen en stor rolle i en film, nemlig Grease 2. Heller ikke den blev nogen stor succes, og det var først med en hovedrolle i Scarface fra 1983, at hun fik sit egentlige gennembrud. I de følgende år fortsatte successen med hovedroller i film som Ladyhawke og lommetyven, Gift med mafiaen, Farlige forbindelser og De fabelagtige Baker Boys, der både blev vel modtaget af kritikerne og af publikum.
I 1990'erne var Michelle Pfeiffer en af Hollywoods store kvindelige stjerner med film som Det russiske hus, Frankie og Johnny, Batman vender tilbage og A Thousand Acres. I de år spillede hun sammen med de største stjerner som Sean Connery, John Malkovich, Glenn Close, Uma Thurman, Harrison Ford, Al Pacino, Jessica Lange og Daniel Day-Lewis. I midten af 2000'erne holdt hun en filmpause, men i 2007 vendte hun tilbage til lærredet med bl.a. en hovedrolle i Hairspray med John Travolta. 

### Privatliv
Michelle Pfeiffer blev gift med en kollega i 1981, men parret blev skilt i 1988, hvorpå hun blev sat i forbindelse med en række af de stjerner, hun spillede sammen med i perioden. I 1993 adopterede hun en pige, og senere på året blev hun gift med produceren David E. Kelley, som hun har en søn med. 

## Udvalgt filmografi
- Grease 2 (1982)
- Scarface (1983)
- Ladyhawke og lommetyven (1985)
- Heksene fra Eastwick (1987)
- Farlige forbindelser (1988)
- Tequila Sunrise (1988)
- De fabelagtige Baker Boys (1989)
- Frankie og Johnny (1991)
- Batman vender tilbage (1992)
- Uskyldens år (1993)
- Wolf (1994)
- Dangerous Minds (1995)
- Tid til kærlighed (1996)
- En skønne dag (1996)
- A Thousand Acres (1997)
- The Story of Us (1999)
- The Deep End of the Ocean (1999)
- Bag facaden (2000)
- I Am Sam (2001)
- Hairspray (2007)
- I Could Never Be Your Woman (2007)
- New Year's Eve (2011)
- Dark Shadows (2012)
- Maleficent: Mistress of Evil (2019)